# Patrick Makau Musyoki
Patrick Makau Musyoki (ur. 2 marca 1985 w Manyanzwani) – kenijski lekkoatleta, długodystansowiec.

## Osiągnięcia
| Rok  | Impreza                                | Miejsce        | Konkurencja   | Lokata      | Wynik   |
| ---- | -------------------------------------- | -------------- | ------------- | ----------- | ------- |
| 2006 | Mistrzostwa świata w biegach ulicznych | Debreczyn      | bieg na 20 km | 26. miejsce | 59:54   |
| 2007 | Mistrzostwa świata w biegach ulicznych | Udine          | półmaraton    | 2. miejsce  | 59:02   |
| 2007 | Mistrzostwa świata w biegach ulicznych | Udine          | drużynowo     | 1. miejsce  |         |
| 2008 | Mistrzostwa świata w półmaratonie      | Rio de Janeiro | indywidualnie | 2. miejsce  | 1:01:54 |
| 2008 | Mistrzostwa świata w półmaratonie      | Rio de Janeiro | drużynowo     | 1. miejsce  |         |

W 2010 wygrał prestiżowe maratony w Rotterdamie i Berlinie. W 2012 nie ukończył maratonu w Londynie, tym samym nie zakwalifikował się do reprezentacji Kenii na igrzyska olimpijskie w Londynie.

## Rekordy życiowe
- Półmaraton – 58:52 (2009)
- Bieg na 30 kilometrów – 1:27:38 (2011) – były rekord świata[4]
- Maraton – 2:03:38 (2011) – były rekord świata[5]